# Kawasaki Ninja ZX-6R
Die Kawasaki Ninja ZX-6R, oft auch nur „Ninja“ genannt, ist ein Motorrad der Kategorie Supersportler des japanischen Herstellers Kawasaki mit anfangs 599 cm³, später auch 636 cm³ Hubraum.
Die ZX-6R wird seit 1995 gebaut und seitdem permanent weiterentwickelt. In einigen Ländern Europas, Asiens und in Australien wird die im Jahr 2002 entwickelte Version „636cc“ genannt; international einheitlich ist die interne Typenbezeichnung ZX6xxX.

## Technik
Gemeinsame Merkmale aller Modelle sind:
- Vierzylinder-Ottomotor mit 2 obenliegenden Nockenwellen (DOHC) und 4 Ventilen pro Zylinder, quer eingebaut.
- Telegabel bzw. Upside-Down-Gabel vorn, Zweiarm-Schwinge mit Zentral-Federbein hinten.
- Rahmen aus verschweißten Aluminium-Profilen, Sechsgang-Getriebe, elektronische Zündung.
- Ram-Air-Lufteinlass, der bei hoher Geschwindigkeit eine Leistungssteigerung ermöglicht.
- Nasssumpf-Druckumlaufschmierung.
- Mehrscheibenkupplung im Ölbad, mechanisch betätigt.

## Baureihen

### ZX600F

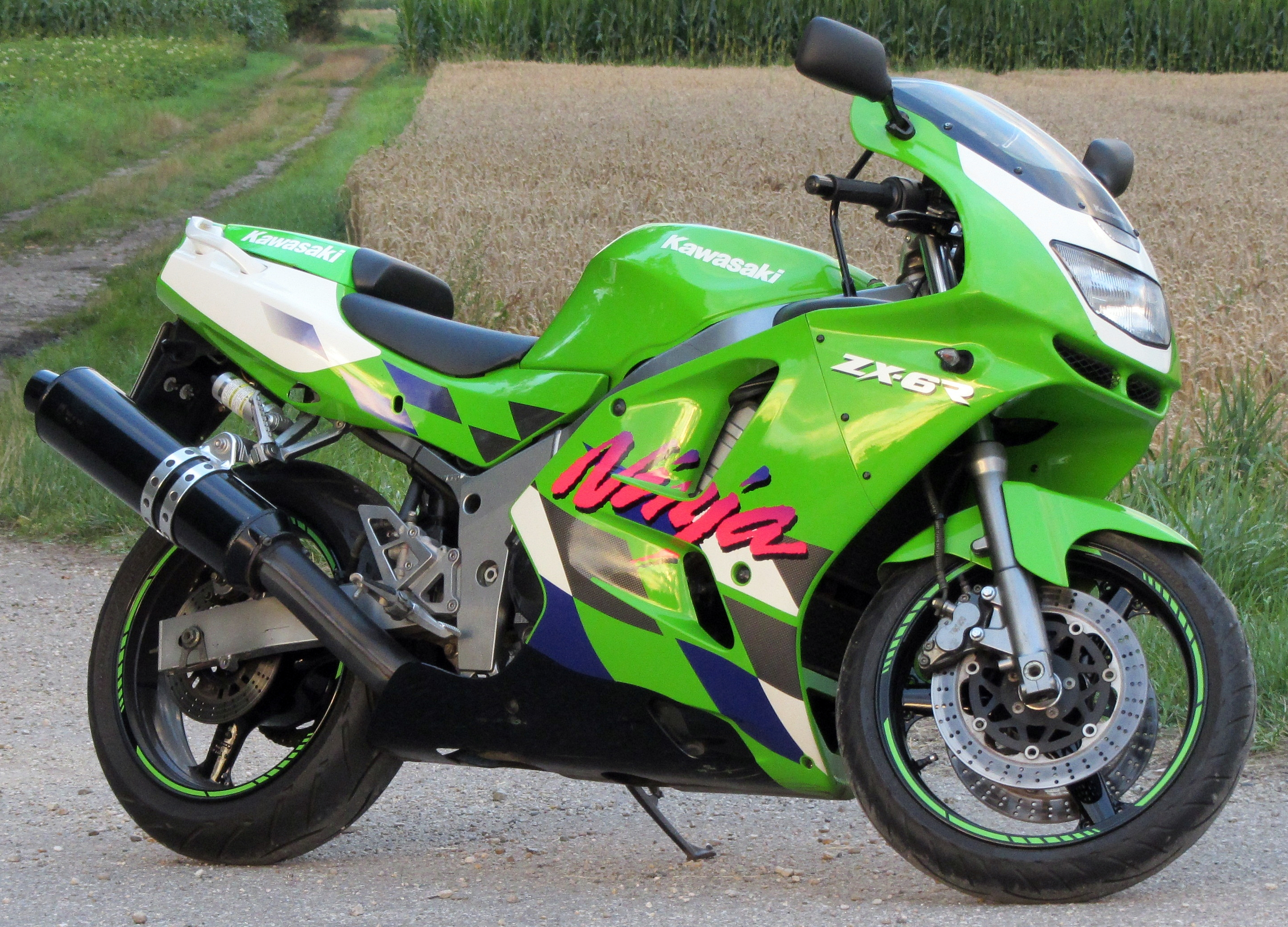
Kawasaki Ninja ZX-6R, Baujahr 1997

Nachdem Kawasaki mit der ZZR 600 bereits das Ram-Air-System und einen Aluminium-Brückenrahmen erfolgreich in der 600er-Klasse positioniert hatte, die aber wegen des hohen Gewichts und der tourensportlichen Auslegung kritisiert wurde, löste die Einführung der Ninja ZX-6R ein herstellerübergreifendes Wettrüsten in dieser Klasse aus. Verschiedene Testberichte bescheinigten dem Motorrad ein in der Großserie vorher nicht gesehenes, für Straße und Rennstrecke gleichermaßen taugliches, Paket von Fahrwerk und Motor. Die ZX600-F, so die interne Bezeichnung, legt den Sprint von 0 auf 100 km/h in 3,6 Sekunden zurück. Sie wiegt mit 206 kg vollgetankt (182 kg trocken) beachtliche 17 kg weniger als die ZZR 600 und hatte auf dem deutschen Markt eine Motorleistung von 74 kW/100 PS. Für den weltweiten Markt hatte die ZX600-F eine Leistung von 77 kW/105 PS. Auf dem deutschen Markt findet man aus versicherungstechnischen Gründen häufig die gedrosselte Version mit 72 kW/98 PS.
In dieser Generation, von 1995 bis 1997 gebaut, war die Ninja mit vier Vergasern, Benzinhahn und Choke-Hebel ausgerüstet. Die ZX-6R hatte 1995 in Deutschland einen Preis von 16160 DM einschließlich der Überführungskosten.
Die ZX-6R war in der 600er-Klasse das erste Supersportmotorrad mit einem Aluminiumrahmen. Das Design war stark an das große Schwestermodell, die ZX-9R (1994–1997), angelehnt. Etwas ungewöhnlich war die Gestaltung des Standlichts in der ersten Generation, das als zusätzliche Lampeneinheit oberhalb des Hauptscheinwerfers in die Frontmaske integriert ist. Wie bei vielen Kawasaki-Modellen üblich, war auch dieses Fahrzeug je nach Baujahr in unterschiedlichen Farbvarianten und -Konzepten (z. B. Rot mit weißem „Ninja“-Schriftzug, Silber mit schwarz-rotem „Ninja“-Schriftzug) verfügbar. Die ZX-6R gab es in folgenden Farben: 1995 in Grün/Weiß und Violet/Rot, 1996 in Grün/Weiß und Schwarz, 1997 in Grün, Rot und Silber. Die Ninja-Baureihe ist besonders bekannt für das typische, intensive „Lime Green“, das Kawasaki erstmals mit der ZXR 750 von 1989 eingeführt hat und (in Abwandlungen) bis heute typisch für die gesamte Produktpalette ist. Als Zubehör für dieses Modell war eine Kunststoff-Abdeckung als Ersatz für den Sozius-Sitz verfügbar. Unter dem Sozius-Sitz befindet sich ein kleines Fach, das mit Bordwerkzeug bestückt ist. Über dieses kann man den Fahrersitz abnehmen, um Zugang zur Batterie zu erlangen.

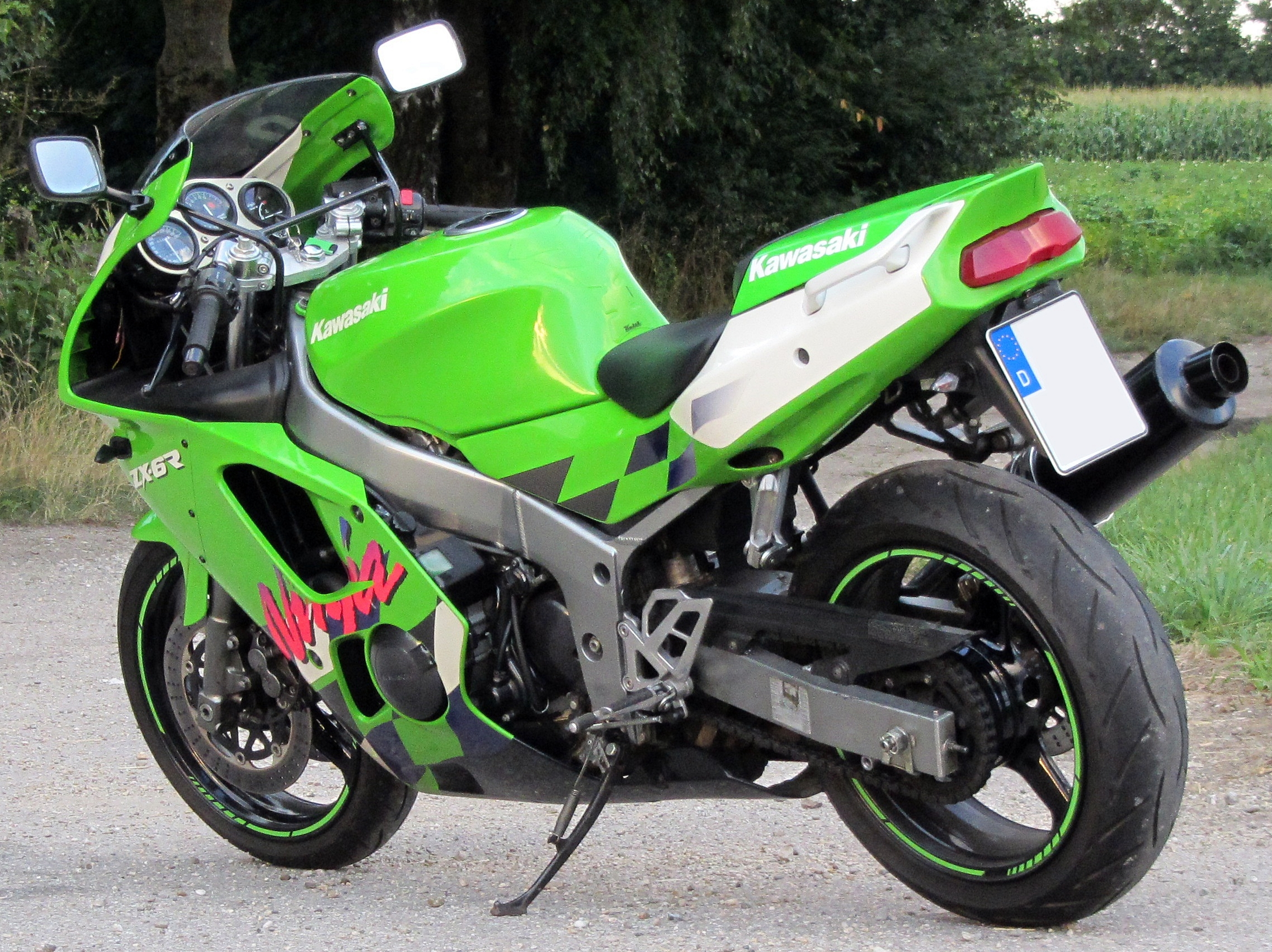
Kawasaki Ninja ZX-6R Baujahr 1997 Heckansicht
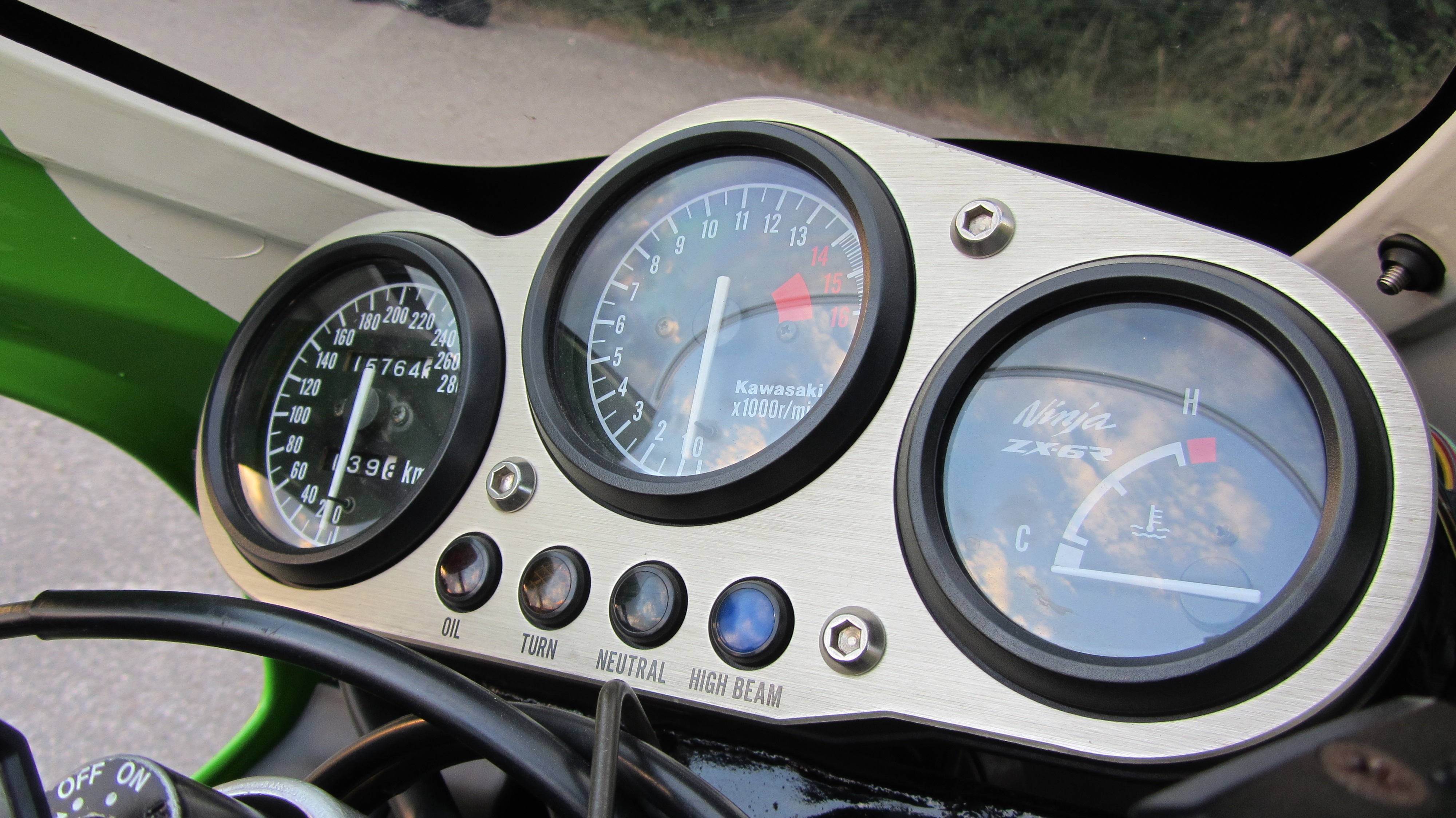
Kombiinstrument Ninja ZX-6R
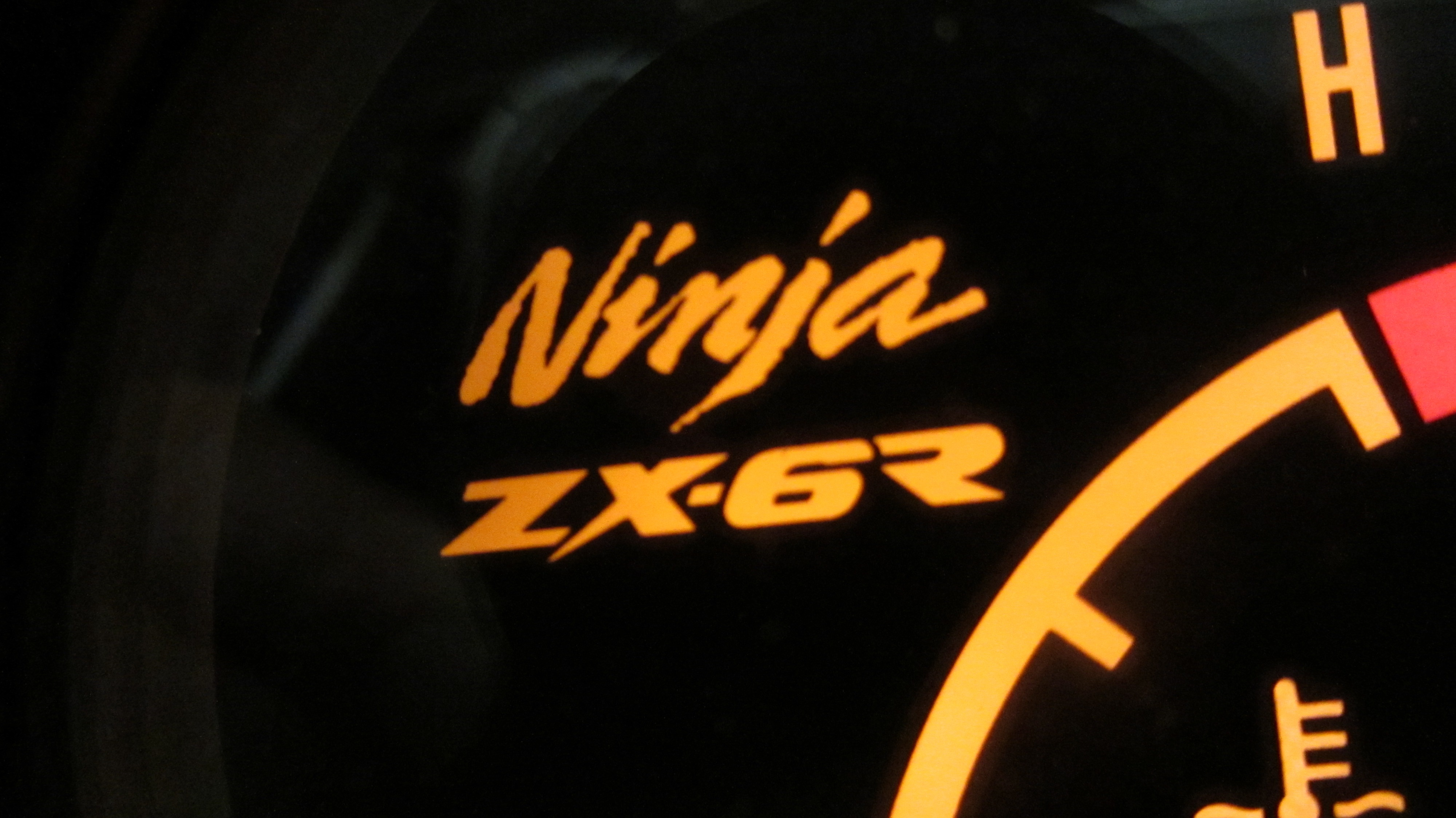
„Ninja“-Schriftzug beleuchtet

### ZX600G

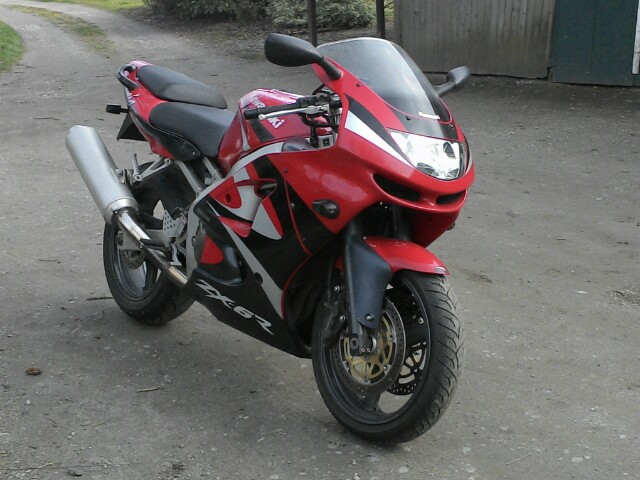
Modell ZX600G von 1999

Nachdem die japanische Konkurrenz mit ähnlich leistungsstarken Modellen aufgeschlossen hatte, wurde 1998 ein neues Modell mit komplett neuem Rahmen und einer verwindungssteiferen Gabel (46 mm) vorgestellt, das mit 176 kg Trockengewicht leichter und mit Mikuni- statt Keihin-Vergaser 79 kW leistend auch etwas stärker war. Das Design war deutlich runder und wieder sehr ähnlich zur ebenfalls neuen ZX-9R (1998–1999). Des Weiteren wurde vorne eine 6-Kolben-Bremszange statt der bisherigen 4-Kolben-Ausführung eingesetzt. Mit dem Kawasaki Low Exhaust Emission Catalytic Converter System (KLEEN) war die ZX-6R gegen 300 DM Aufpreis erstmals mit (ungeregeltem) Katalysator zu haben. Die ZX-6R gab es in folgenden Farben: 1998 in Grün/Violet, Rot/Violet und Schwarz/Violet, 1999 in Grün/Schwarz, Rot/Schwarz und Silber/Schwarz.

### ZX600J

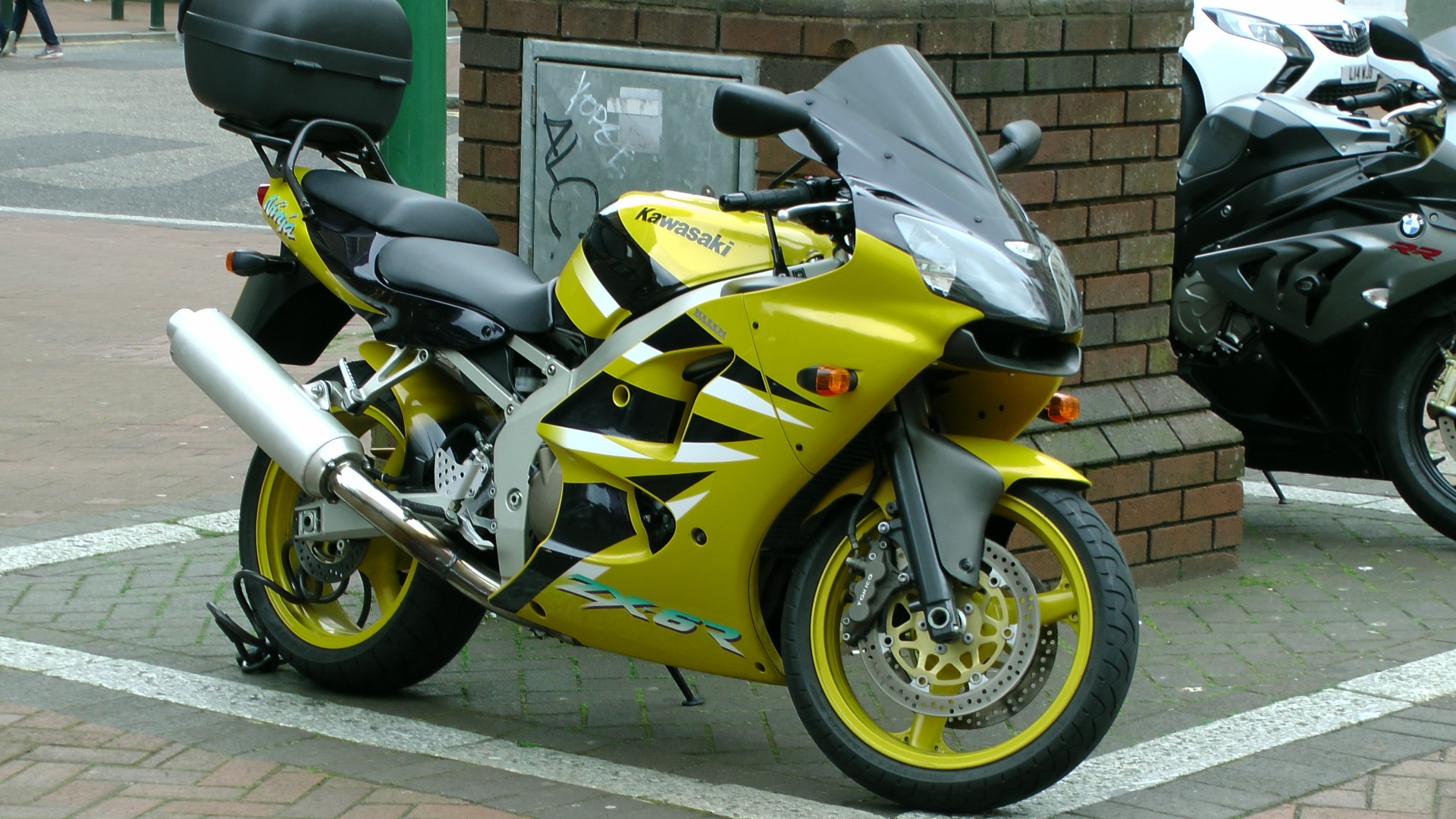
Modell ZX600J von 2001

Das 2000er Modell bringt mit kürzeren Einlasskanälen, höherer Verdichtung (bedingt ab dieser Modellgeneration Super-Kraftstoff), leichteren Zylindern aus Aluminium statt Grauguss und weniger Schwungmasse eine geringfügig höhere Leistung. Beim Gewicht werden noch einmal 4 kg gespart. Die Presse attestierte damit im Test trotz einer weniger fülligen Drehmomentkurve ein besseres Durchzugsverhalten. Die Lenkerhälften sind nun unter der Gabelbrücke befestigt, was eine sportlichere Sitzposition bewirkt. Auch der verlängerte Nachlauf und die etwas straffere Fahrwerksabstimmung mit erhöhter Dämpfung und Federraten sowie die Vorrichtung für die Montage eines Lenkungsdämpfers zielten noch stärker auf den Rennstreckeneinsatz ab.
Die Verkleidung erhielt eine neue Farbgebung: 2000 in Grün, Rot und Silber, 2001 in Grün, Gelb und Blau. Die Form der Kanzel wurde ebenfalls geändert: Der Scheinwerfer wurde als Doppelscheinwerfer ausgelegt und ein vorgeschobener Lufteinlass sollte dem Ram-Air-System mehr Luft zuführen.

### ZX636A

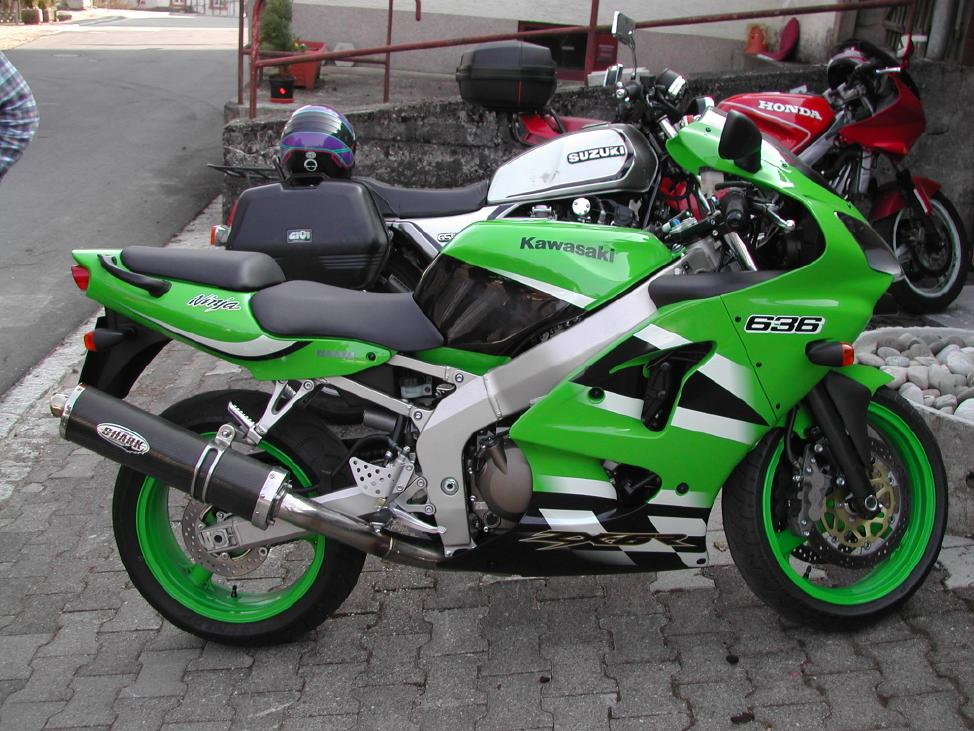
Modell ZX636A von 2002

Nachdem die Konkurrenz mit der Yamaha YZF-R6, der Honda CBR600 und der Suzuki GSX-R 600 die 600er-Klasse ebenso erfolgreich bedient, entschließt sich Kawasaki 2002 zu einem ungewöhnlichen Schachzug: Der Hubraum wird mittels einer um 2 mm größeren Bohrung (68 mm) um 6 Prozent auf 636 cm³ erhöht. Tatsächlich bescheinigen Tests dem neuen Motor spürbar besseres Drehmoment und Leistungsentfaltung. Die Zeitschrift MOTORRAD schreibt in der Ausgabe 6/2002: „Liefert […] Durchzugswerte ab, die […] die gesamte 600er-Konkurrenz steinalt aussehen lassen.“
Ausgehend von der Vorgänger-Generation veränderte Kawasaki abseits des Motors verhältnismäßig wenig bei der Technik. Die Vorderradaufhängung wurde durch eine neue Ausführung der Tauchrohrabdichtungen, verbesserte Innereien und überarbeitete Dämpfungsraten aufgewertet. Die Farben für 2002 waren: Grün, Rot und Silber.

### ZX636B

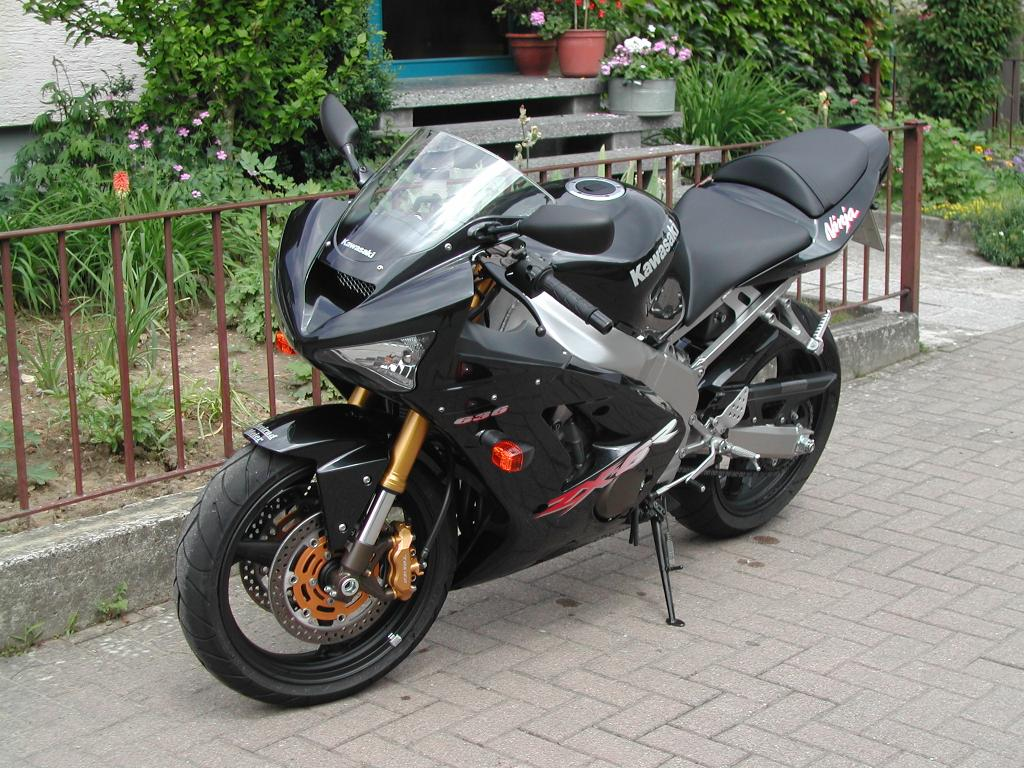
Modell ZX636B von 2003

Schon ein Jahr später werden viele Elemente neu konstruiert: Der Motor hat statt Vergasern nun eine Saugrohreinspritzung, der in Tests, anders als manch anderem Motor mit Saugrohreinspritzung, ein gutes Ansprechverhalten attestiert wird. Dazu werden zwei Drosselklappen eingesetzt, die untere vom Gaszug, die obere von der Elektronik geregelt.
Weiterhin wird die Nenndrehzahl um 500/min angehoben was 6 PS mehr ergibt und das Getriebe enger gestuft. Auch eine Anti-Hopping-Kupplung hält erstmalig Einzug in die Baureihe. Radial montierte 4-Kolben-Bremsen mit vier Einzelbelägen ersetzen die bisherige 6-Kolben-Anlage und verbessern Ansprechverhalten und Dosierbarkeit. Vorne wird nun eine Upside-Down-Gabel eingesetzt, weiterhin ist das Fahrwerk in weiteren Grenzen verstellbar und das Motorrad wird insgesamt um 9 kg leichter. Das kompakte Instrumentenpaket umfasst einen, bei Sonneneinstrahlung schlecht ablesbaren, LCD-Perimeter-Drehzahlmesser, einen digitalen Tachometer mit großen Ziffern, eine einstellbare Schaltpunktanzeige und einen Laptimer. Zusätzlich wandert der Ram-Air-Einlass in die Mitte über die Scheinwerfer. Für Sportfahrer, die in den 600er-Rennklassen mitfahren wollen, wird parallel eine ZX-6RR (ZX600K/M) mit 600 cm³, etwas anderem Fahrwerk und höherem Preis angeboten.
Bei dem Modell 2004 wurde nur das hintere Federbein erneuert, welches besser auf leichtere Fahrer abstimmbar war. Erstmals wurde die ZX-6R einfarbig lackiert: 2003 in Grün, Blau, Schwarz und 2004 in Grün, Blau, Silber und Rot.

### ZX636C

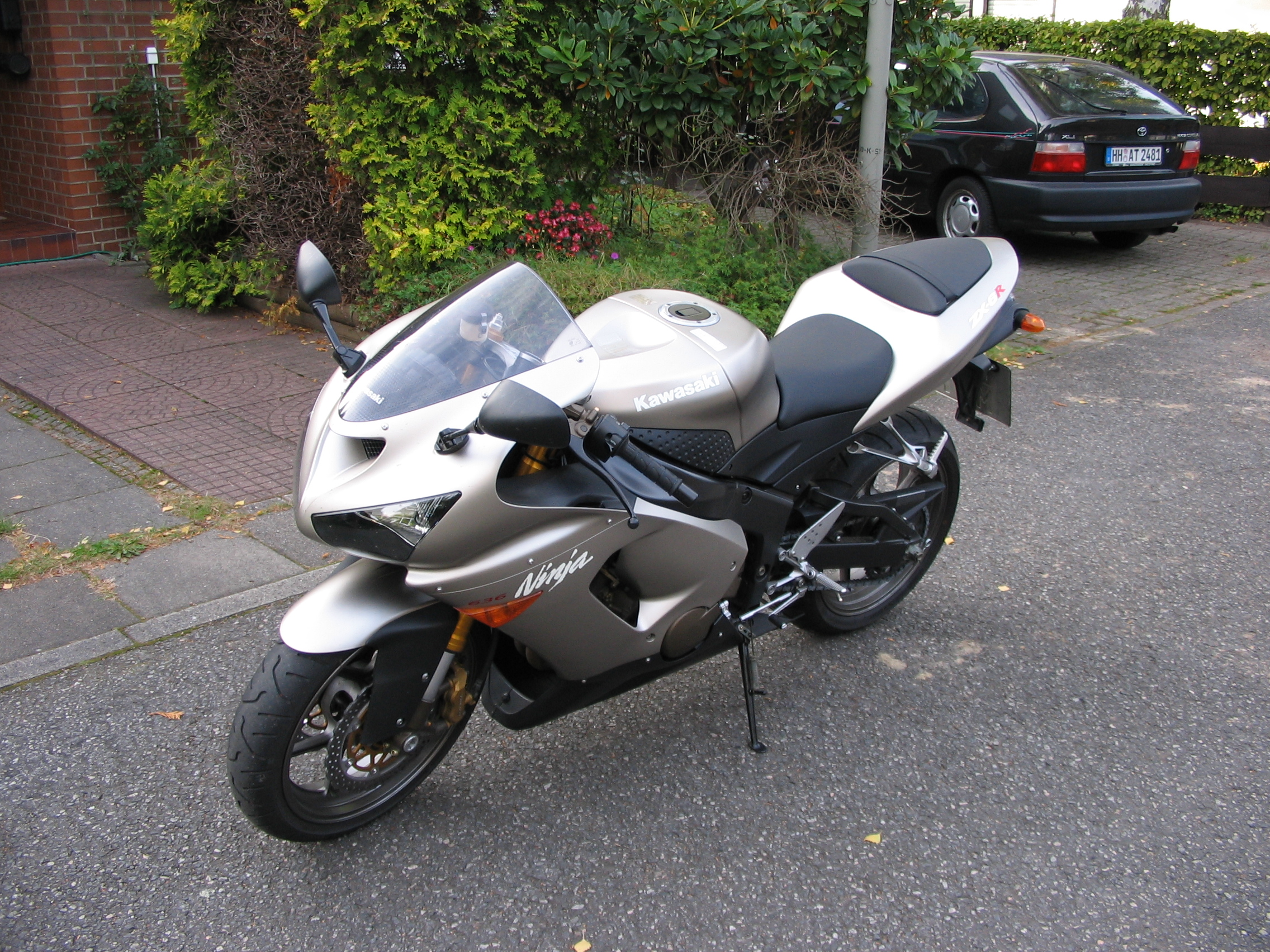
Modell ZX636C von 2005

Um leistungsmäßig zur Konkurrenz aufzuschließen, wurde beim 2005er Modell die Nenndrehzahl noch einmal um 1.000/min erhöht, der Motor leistet 130 PS bei 14.000/min bzw. 136 PS bei Aufladung durch das RAM-Air System; Rahmen und Schwinge wurden modifiziert. Dem aktuellen Trend folgend ist der Alurahmen mattschwarz lackiert und die Verkleidung hat wieder mehr Rundungen sowie integrierte Blinker.
Der Auspuff wird nun mittig unter der Sitzbank herausgeführt und es werden sog. Wave-Bremsscheiben verwendet. Weiterhin wird eine Anti-Hopping Kupplung verbaut, um das beim Herunterschalten auftretende Bremsmoment abzubauen, das bei hoher Drehzahl zum Stempeln des Hinterrads führen kann.
Eine weitere maßgebliche Änderung zum Vorgängermodell ZX636B betraf die Saugrohreinspritzung des Motors. Das Modell ZX 636 C hat eine Doppeleinspritzbank. Zusätzlich zu den Kanaldüsen weist die ZX636 C eine über den Ansaugtrichtern installierte sogenannte Duschdüsen Bank auf. Diese sind als 3-Loch-Düsen ausgeführt und werden bei höherer Motordrehzahl zugeschaltet um den Füllungsgrad des Zylinders zu verbessern. Andererseits kann bei niedrigeren Drehzahlen mit nur den Kanaldüsen die Kraftstoffdosierung verbessert werden. Außerdem sind die Ansaugtrichter oval ausgeführt, was einen größeren Ansaugquerschnitt bei gleicher Breite des Ansauggehäuses ermöglicht.
Mit der ZX600N wird wieder eine ZX-6RR mit 600 cm³ für die 600er-Rennklasse angeboten.

### ZX600P

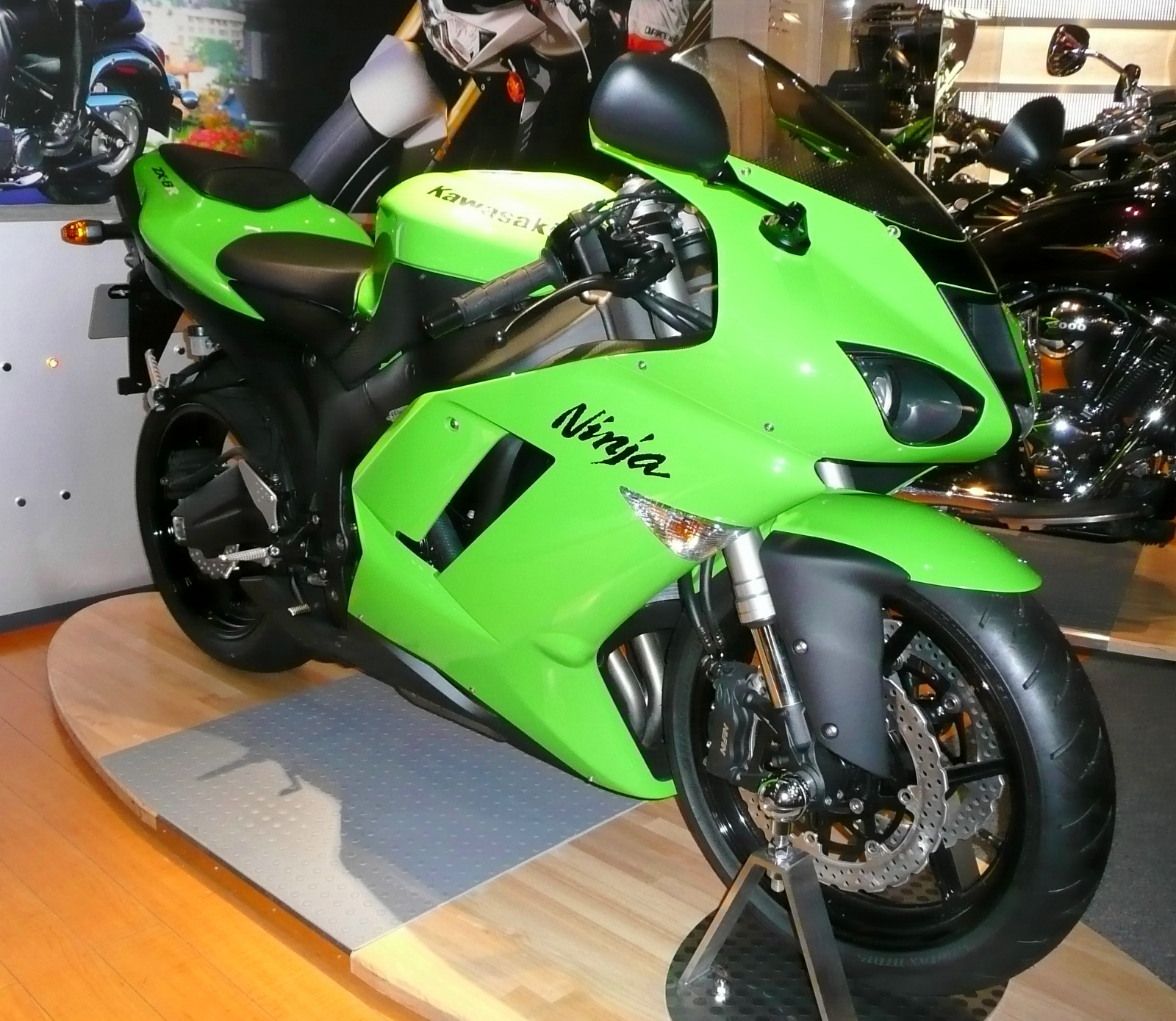
Modell ZX600P von 2007

Für 2007 wurde wiederum eine Neuentwicklung realisiert, die nach Auskunft des Herstellers „konsequent auf […] Rennstreckentauglichkeit hin entwickelt“ worden sei. Die Aufteilung in zwei Hubraumvarianten entfällt, der Motor hat 599 cm³ und erreicht 125 PS bei 14.000/min. Zudem sei er völlig neu konstruiert worden, um ein besonders „breites Leistungsband“ zu erreichen; die Verdichtung erreicht mit 13,9:1 einen bei Serienmotoren vorher nicht gesehenen Wert. Weiterhin wird die Abgasnorm Euro3 erfüllt. Auch Rahmen und Gabel sind neu und das hintere Federbein ist nun an einem Uniball-Gelenk montiert.
Neu ist auch das Getriebe, das nun, ungewöhnlich für ein Großserienmotorrad, als Kassettengetriebe ausgelegt ist und damit den Wechsel der Untersetzungen zur Anpassung an eine Rennstrecke ermöglicht. Das Design von Verkleidung und Front ist an die große Schwester Ninja ZX-10R angeglichen, der Auspuff führt in einem Endrohr mit zwei Mündungen unter dem Heck heraus, Schwinge und Heck sind etwas filigraner konstruiert.

### ZX600R

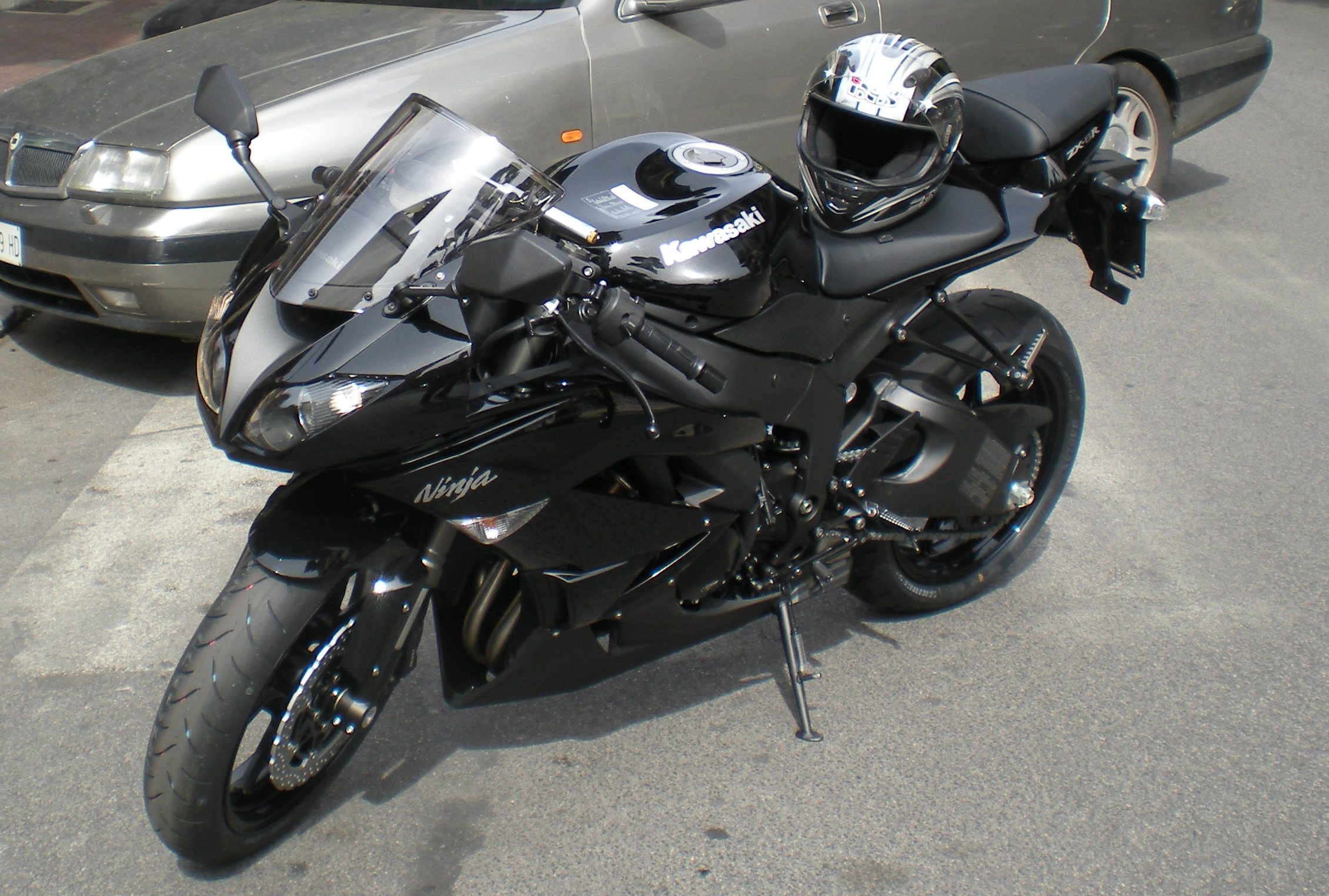
Modell ZX600R von 2009

Nachdem die Erfüllung der Abgasnorm Euro 3 in der Vorgängergeneration ihren Tribut in Form etwas geringerer Leistung forderte, konnte die Motorleistung wieder auf 128 PS (134 PS mit RAM-Air Effekt) gesteigert werden. Auch das Gewicht erreichte wieder das Niveau von zwei Generation zuvor. Die Zentralisierung der Massen wurde durch einen neuen Auspuff (dessen Ende von seiner Position unter dem Soziussitz wieder zur rechten Seite herausgeführt wird) und aufrechtere Stellung der Zylinderbank im Rahmen weiter vorangetrieben, indem der Kühler näher an den Massenschwerpunkt rücken konnte. Hierdurch war es außerdem möglich, den Lenkkopf steiler anzustellen um Agilität und Handling weiter zu verbessern.
Ganz neu ist die von Showa „Big Piston Fork“ (BPF) genannte Gabel, die zusammen mit der ZX600R entwickelt wurde und in ihr erstmals in Serie zum Einsatz kam. Im Gegensatz zu einer herkömmlichen Cartridge-Gabel, bei die Dämpfung im Inneren des Cartridge-Bauteiles stattfindet, laufen die Kolben in der BPF direkt an den Innenwänden des Tauchrohres. Die Gabel besteht somit nicht nur aus weniger Teilen, sondern bietet einen weiteren wesentlichen Vorteil: Der Kolben ist größer und bietet entsprechend eine deutlich größere Oberfläche. Dadurch konnte bei gleichbleibender Dämpfungskraft der Druck im Öl reduziert werden, was die Gabel sensibler und präziser macht. Außerdem spart man mehrere hundert Gramm Dämpferöl.

### ZX636E

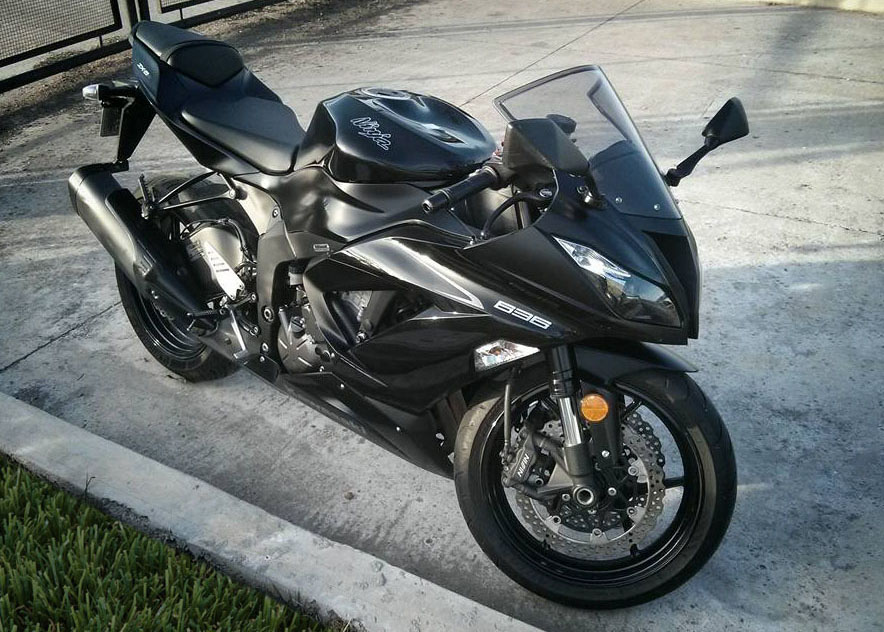
Modell ZX636E von 2013

In Sachen Sicherheit und Assistenzsysteme schlägt Kawasaki 2013 ein neues Kapitel auf: Erstmals bekommt ein Supersportler der 600er-Klasse des Konzerns ABS und Traktionskontrolle spendiert. Die dreistufig einstellbare und optional auch abschaltbare KTRC (Kawasaki Traction Control) genannte Traktionskontrolle bietet Modus 1 für eine geringe Traktionskontrolle bei starkem Schlupf, Modus 2 mit einer stärkeren Traktionskontrolle für sportliches Fahren mit begrenztem Schlupf bis hin zum Modus 3, der jegliches Schlupfrisiko ausschließt (die Regelung setzt bei geringsten Abweichungen von Vorder- und Hinterrad-Drehzahl ein, um Rutscher zu unterbinden). Das ist besonders auf schlechten Straßen oder nasser Fahrbahn von Vorteil.
Unabhängig von der Traktionskontrolle gibt es auch eine Leistungsregelung, die in zwei Einstellungen verfügbar ist: „Full“ und „Low“. Bei „Full“ werden 100 % der Motorleistung an das Hinterrad geleitet, bei „Low“ wird auf 80 % der Leistung begrenzt.
Für mehr Drehmoment im mittleren Drehzahlband entschied sich Kawasaki wieder für mehr Hubraum, diesmal jedoch bei gleicher Bohrung durch einen verlängerten Hub. Im Zuge dessen wuchs die Airbox über einen halben Liter, die Nockenwellen wurden angepasst, das Gemisch strömt durch längere Ansaugtrichter und die Einlassventile öffnen länger und weiter. Auch auf der Auslassseite wurde bis zum Schalldämpfer alles für mehr Drehmoment optimiert. Beim Durchzug im letzten Gang distanziert die ZX636E nicht nur die japanische Klassenkonkurrenz in allen Disziplinen um oft mehr als eine Sekunde, sondern zum Teil sogar die 1000-cm³-Maschinen.
Im Jahr 2017 erfolgte der Abverkauf dieser Generation in Europa, da sie die Euro-4-Abgasnorm nicht erfüllte und fand im Jahr 2018 vorerst auch keinen Nachfolger. Zu teuer erschien Kawasaki die Entwicklung bzw. Anpassung an die neue Abgasnorm. Im Modelljahr 2016 kostete die ZX-6R 636 – so diesmal der exakte Verkaufsname – bereits 13.195 EUR und näherte sich damit zunehmend den 1000-cm³-Maschinen.
Parallel zur 636 cm³-Version wurde für die Rennstrecke eine regelkonforme Variante mit 600 cm³ Hubraum angeboten (Verkaufsname ZX 600 R). Diese hatte durch weniger Hub (42,5 mm) etwas weniger Leistung und Drehmoment (94,1 kW bei 14.000/min; 66,7 Nm bei 11.800/min), nutzte dafür aber eine höhere Verdichtung von 13,3:1. Die von beiden Varianten angebotene „Performance“-Edition unterschied sich lediglich durch Tankpad, getönte Bubble-Windschutzscheibe, Soziussitzabdeckung und Felgenringe in Fahrzeugfarbe sowie einem Akrapovic-Endschalldämpfer von der regulären Version. Die Leistung blieb unverändert.
Anlässlich des 30-jährigen Bestehens der Ninja ZX-6R Modellreihe wurde im Jahre 2015 das Jubiläumsmodell „30th Anniversary Ninja ZX-6R 636“ in einer Dreifarben-Sonderlackierung in Grün/Weißmetallic/Schwarzmatt (Lime Green/Pearl Stardust White/Flat Ebony) und mit Ninja-Anniversary-Logo auf dem Tank ausgeliefert.

### ZX636G

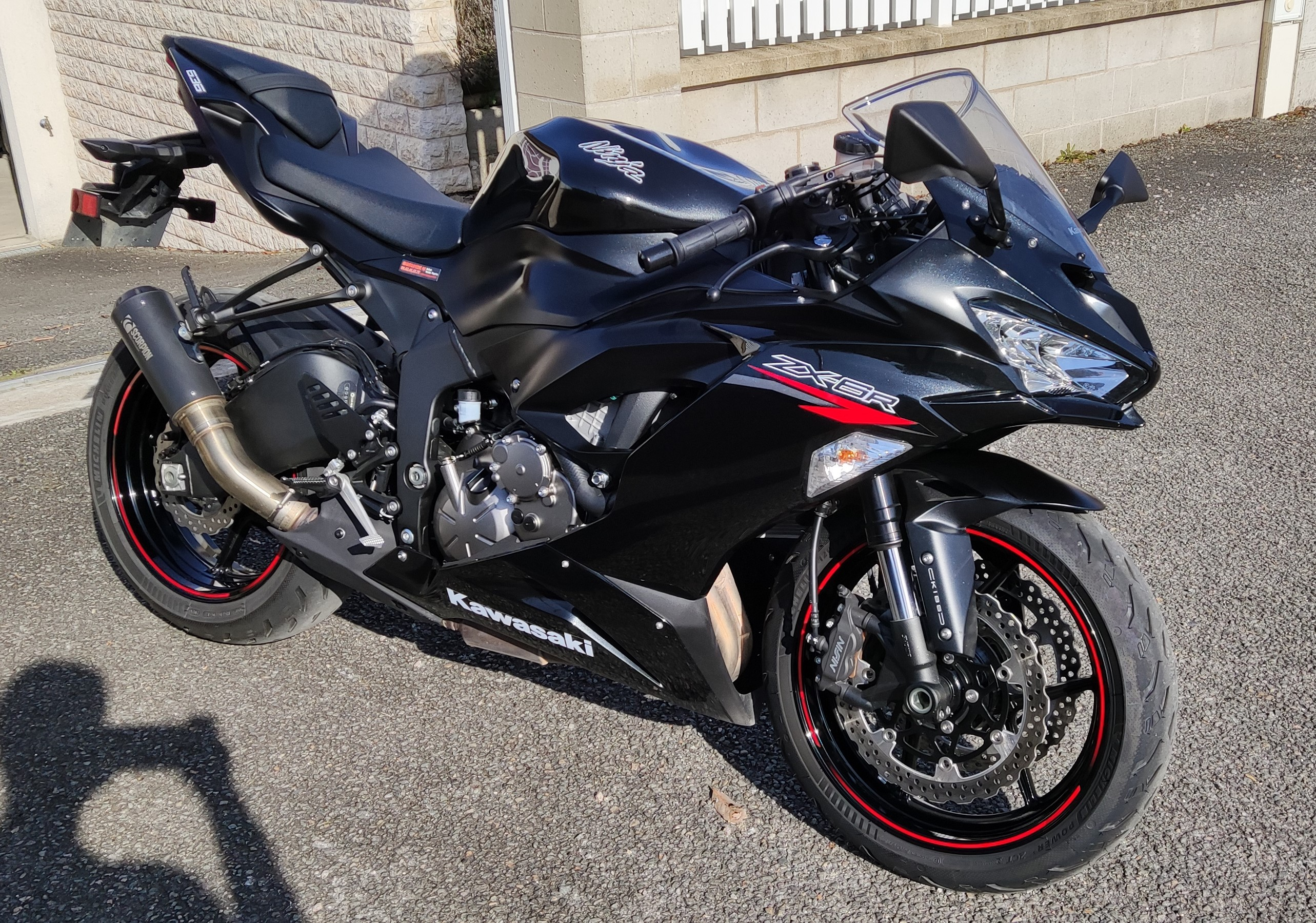
Modell ZX636G von 2020

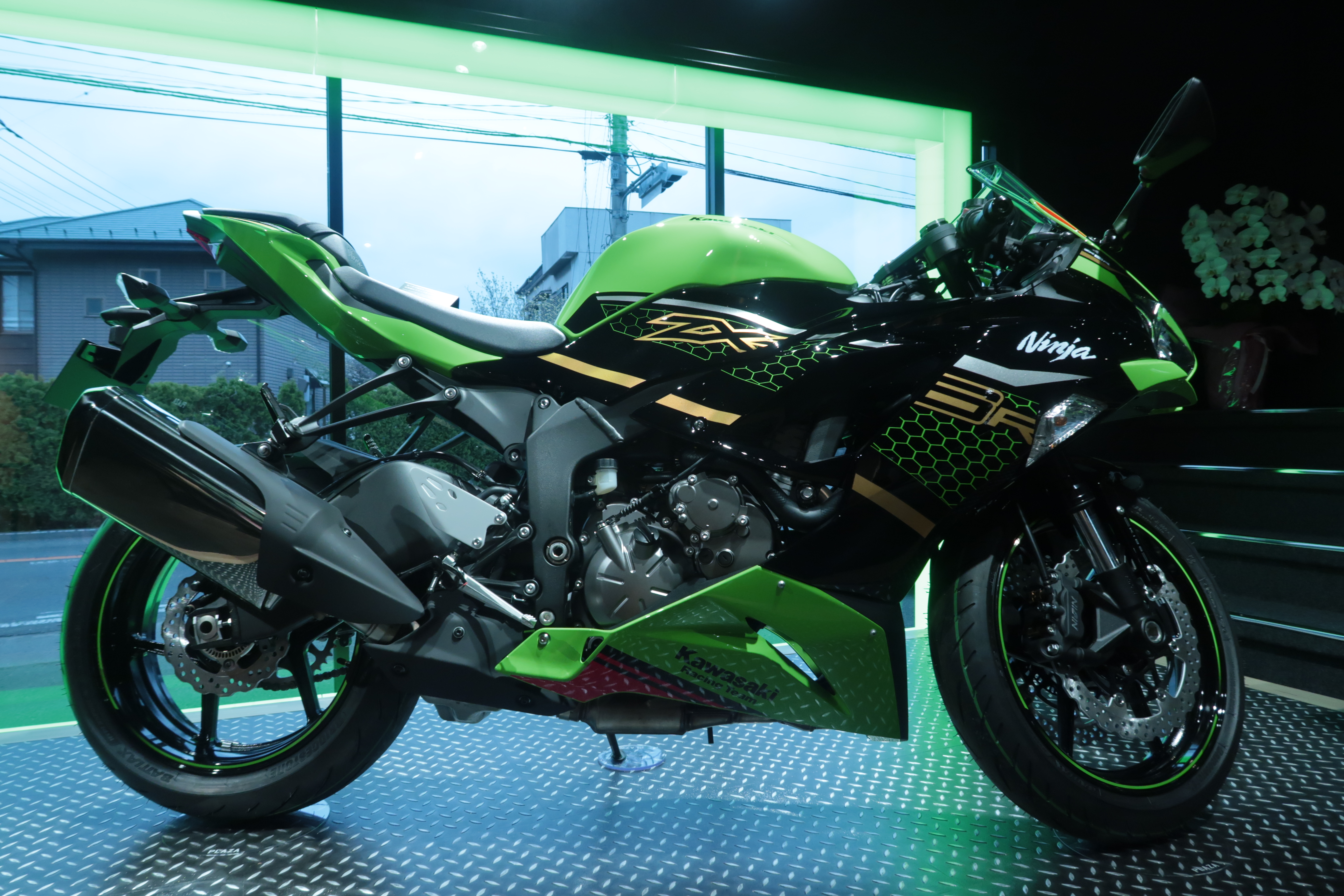
Modell ZX636G von 2020 (KRT)

Mit dem Modelljahr 2019 feiert die ZX-6R – erneut mit 636-cm³ Hubraum – ihre Rückkehr nach Europa. Der Einlassventildurchmesser wurde von 38 mm auf 47 mm vergrößert. Die Mehrpunkt-Saugrohreinspritzung ist mit zwei Einspritzdüsen je Zylinder versehen. Bei gleicher Drehzahl (13.500/min) hat die 2019er Kawasaki ZX-6R nun 130 PS, wobei das maximale Drehmoment fast unverändert bleibt, aber jetzt schon bei 11.000/min anliegt.
Nachdem auch die 600-cm³-Klasse aufgrund technischer Aufrüstung mit ABS, Traktionskontrolle usw. und nicht zuletzt immer aufwändigerer Abgasnachbehandlung immer teurer wurde, gab es erstmals einen signifikanten Rückgang des Preises, während eine Modellgeneration auch immer länger am Markt blieb. Ab 11.695 Euro war die 2019er Kawasaki ZX-6R zu haben. Dennoch gab es eine neue Fülle an serienmäßigen Ausstattungsmerkmalen: Quickshifter, voll einstellbare Showa-BFF-Gabel, Hochleistungsbremsen, die in drei Stufen einstellbare Traktionskontrolle, LED-Scheinwerfer und Multifunktionsinstrument im Cockpit. Letzteres integriert einen analogen Tacho, wohingegen Gang, Verbrauch und Reichweite auf einem LC-Display angezeigt werden.
Die „Performance“-Edition unterschied sich diesmal neben Tank- und Kneepad, Soziussitzabdeckung in Fahrzeugfarbe und einem Akrapovic-Endschalldämpfer von der regulären Version auch durch eine leicht erhöhte Leistung mit 96,4 kW bei 13.500/min und minimal erhöhtem Drehmoment von 71 Nm bei 11.500/min. Die KRT-Edition hingegen ist technisch identisch mit der normalen Serienversion und unterscheidet sich lediglich durch optische Anlehnung an die Gestaltung des Kawasaki-Racing-Teams.
Zwei Jahre später nimmt Kawasaki 2021 erneut Abschied mit der ZX-6R vom europäischen Markt, nachdem die EU die ursprünglich 2020 endende Frist für den Abverkauf von bereits produzierten Euro-4-Motorrädern bis Ende 2021 verlängert hatte. Außerhalb Europas ist die ZX-6R nie verschwunden. Sie wurde weiterhin sowohl in Amerika als auch in Asien auf Basis des 2019 vorgestellten Modells verkauft.

### ZX636J
Während der weltweite Markt für Supersport-Motorräder der 600-cm³-Klasse auf einen Bruchteil seines Höhepunkts in den 1990er Jahren geschrumpft ist, führt Kawasaki ein Update für seine Ninja ZX-6R ein, das die alternde japanische Konkurrenz in Sachen Technologie überholen soll. Die bestehende Elektronik wie ABS, Wheelie-Kontrolle, Launch-Control, Traktionskontrolle (KTRC), Quickshifter und die wählbaren Leistungsmodi werden durch eine Vollfarb-TFT-Instrumentierung mit einer Reihe neuer Funktionen wie Smartphone-Konnektivität und integrierten Fahrmodi ergänzt.
Nachdem das aktualisierte Modell unter der internen Bezeichnung „ZX636J“ und „ZX636K“ bereits im Frühjahr 2023 in einer Liste der EPA für straßenzugelassene Motorräder auftauchte, stellte Kawasaki die Maschine am 6. Juni 2023 offiziell vor. Aus dem EPA-Dokument ging bereits vorab hervor, dass das Motorrad weniger leistungsstark ist als die Vorgängerversion. Wie schon bei Einführung der ZX600P mit Abgasnorm Euro3 ist die Einhaltung der internationalen Emissionsgrenzwerte besonders schwierig für hochdrehende, leistungsstarke Motorräder. Das EPA-Dokument beziffert eine Höchstdrehzahl von 13.000/min, was darauf schließen lässt, dass Kawasaki die Gesamtdrehzahl des Motors begrenzt hat, um die Emissionsgrenzwerte einzuhalten. Da sich die US-Abgasnormen nicht geändert haben, sind die Änderungen darauf zurückzuführen, die neuesten Euro-5-Normen zu erfüllen, die dazu geführt hatten, dass die zuvor bestehende ZX-6R in Europa vom Markt genommen wurde.
Die im EPA-Dokument für das neue Modell angegebenen Emissionen ähneln weitgehend denen des alten Modells, zeigen jedoch einen leichten Anstieg der NOx- und CO-Emissionen gegenüber dem Vorgängermodell. Nach den Euro-5-Vorschriften gibt es jedoch zusätzlich einen speziellen Grenzwert für „Nicht-Methan-Kohlenwasserstoffe“, der für Motorräder mit hohen Drehzahlen besonders schwer zu erreichen ist. Im Wesentlichen führt die große Ventilüberschneidung (der Zeitraum, in dem sich das Einlassventil öffnet, bevor sich das Auslassventil schließt), die erforderlich ist, um die Ladung in jedem Zylinder bei hohen Drehzahlen effizient aufzufüllen, dazu, dass bei niedrigeren Drehzahlen zu viel unverbrannter Kraftstoff in den Auspuff entweicht. Dies konnte durch eine Neuabstimmung des Motors, Überarbeitungen an den Profilen der Nockenwelle, der Ansaugtrichter und des Auspuffsystems, sowie einer Verringerung der Spitzenleistung und der Drehzahl kompensiert werden. Eine weitere Änderung erfuhr daher das Achsgetriebe mit einer längeren Gesamtübersetzung, um dem Motor mit niedrigerer Drehzahl gerecht zu werden.
Optisch ist das neue Design wie erwartet von der Ninja ZX-10R inspiriert. Ein Hybrid-Scheinwerfer (Projektion/Reflexion), eine vollständige LED-Beleuchtung sowie ein neues Sport-Windschild mit speziellen Aussparungen zur Reduktion von Verwirbelungen komplettieren das neue Paket.

## Technische Daten
|                                      | ZX600F (1995)                                                                  | ZX600G (1998)                                                                  | ZX600J (2000)                                                                  | ZX636A (2002)                                                                  | ZX636B (2003)                                                                  | ZX636C (2005) | ZX600P (2007) | ZX600R (2009) | ZX636E (2013) | ZX636G (2019) | ZX636J (2024) |
| ------------------------------------ | ------------------------------------------------------------------------------ | ------------------------------------------------------------------------------ | ------------------------------------------------------------------------------ | ------------------------------------------------------------------------------ | ------------------------------------------------------------------------------ | --- | --- | --- | --- | --- | --- |
| Motortyp                             | flüssigkeitsgekühlter Vierzylinder-Viertakt-Otto-Reihenmotor, DOHC, 16 Ventile | flüssigkeitsgekühlter Vierzylinder-Viertakt-Otto-Reihenmotor, DOHC, 16 Ventile | flüssigkeitsgekühlter Vierzylinder-Viertakt-Otto-Reihenmotor, DOHC, 16 Ventile | flüssigkeitsgekühlter Vierzylinder-Viertakt-Otto-Reihenmotor, DOHC, 16 Ventile | flüssigkeitsgekühlter Vierzylinder-Viertakt-Otto-Reihenmotor, DOHC, 16 Ventile | flüssigkeitsgekühlter Vierzylinder-Viertakt-Otto-Reihenmotor, DOHC, 16 Ventile                                   | flüssigkeitsgekühlter Vierzylinder-Viertakt-Otto-Reihenmotor, DOHC, 16 Ventile                                   | flüssigkeitsgekühlter Vierzylinder-Viertakt-Otto-Reihenmotor, DOHC, 16 Ventile                                   | flüssigkeitsgekühlter Vierzylinder-Viertakt-Otto-Reihenmotor, DOHC, 16 Ventile                                   | flüssigkeitsgekühlter Vierzylinder-Viertakt-Otto-Reihenmotor, DOHC, 16 Ventile                                   | flüssigkeitsgekühlter Vierzylinder-Viertakt-Otto-Reihenmotor, DOHC, 16 Ventile                                   |
| Hubraum                              | 599 cm³                                                                        | 599 cm³                                                                        | 599 cm³                                                                        | 636 cm³                                                                        | 636 cm³                                                                        | 636 cm³ | 599 cm³ | 599 cm³ | 636 cm³ | 636 cm³ | 636 cm³ |
| Bohrung × Hub                        | 66,0 mm × 43,8 mm                                                              | 66,0 mm × 43,8 mm                                                              | 66,0 mm × 43,8 mm                                                              | 68,0 mm × 43,8 mm                                                              | 68,0 mm × 43,8 mm                                                              | 68,0 mm × 43,8 mm                                                                                                | 67,0 mm × 42,5 mm                                                                                                | 67,0 mm × 42,5 mm                                                                                                | 67,0 mm × 45,1 mm                                                                                                | 67,0 mm × 45,1 mm                                                                                                | 67,0 mm × 45,1 mm                                                                                                |
| Leistung                             | 74 kW (100 PS) bei 12.500/min 105 PS offen international                       | 79 kW (108 PS) bei 12.000/min 107 PS mit KAT, oft 98 PS gedrosselt             | 82 kW (111 PS) bei 12.500/min                                                  | 83 kW (113 PS) bei 12.500/min 87 kW (118 PS) mit Ram-Air                       | 87 kW (118 PS) bei 13.000/min 91,5 kW (125 PS) mit Ram-Air                     | 95,5 kW (130 PS) bei 14.000/min 100 kW (136 PS) mit Ram-Air                                                      | 91,9 kW (125 PS) bei 14.000/min 96,4 kW (131 PS) mit Ram-Air                                                     | 94,1 kW (128 PS) bei 14.000/min 98,5 kW (134 PS) mit Ram-Air                                                     | 96,4 kW (131 PS) bei 13.500/min 101 kW (137 PS) mit Ram-Air                                                      | 95,4 kW (130 PS) bei 13.500/min 100 kW (136 PS) mit Ram-Air                                                      | 91 kW (124 PS) bei 13.000/min 95,2 kW (129 PS) mit Ram-Air                                                       |
| Maximales Drehmoment                 | 64 Nm bei 10.000/min                                                           | 65 Nm bei 10.000/min                                                           | 66 Nm bei 10.000/min                                                           | 71 Nm bei 9.800/min                                                            | 67 Nm bei 11.000/min                                                           | 70,5 Nm bei 11.500/min                                                                                           | 66 Nm bei 11.700/min                                                                                             | 66,7 Nm bei 11.800/min                                                                                           | 71 Nm bei 11.500/min                                                                                             | 70,8 Nm bei 11.000/min                                                                                           | 69 Nm bei 10.800/min                                                                                             |
| Beschleunigung 0–100 km/h 0–200 km/h | 3,6 s 13,4 s                                                                   | 3,1 s 10,9 s                                                                   | 3,1 s 11,5 s                                                                   |                                                                                |                                                                                | 3,5 s 9,9 s | 3,4 s 9,9 s | 3,4 s 9,6 s | 3,4 s 9,8 s | | |
| Verdichtung                          | 11,8:1                                                                         | 11,8:1                                                                         | 12,8:1                                                                         | 12,8:1                                                                         | 12,8:1                                                                         | 12,9:1 | 13,9:1 | 13,3:1 | 12,9:1 | 12,9:1 | 12,9:1 |
| Gemischaufbereitung                  | Vergaser (Keihin)                                                              | Vergaser (Mikuni BDSR 36 R x 4)                                                | Vergaser (Mikuni BDSR 36 R x 4)                                                | Vergaser (Mikuni BDSR 36 R x 4)                                                | Saugrohr-Einspritzung Ø38 mm x 4 mit Sekundär-Drosselklappen                   | Saugrohreinspritzung Ø38 mm x 4 (Keihin) mit ovalen Sekundär-Drosselklappen und zwei Einspritzdüsen pro Zylinder | Saugrohreinspritzung Ø38 mm x 4 (Keihin) mit ovalen Sekundär-Drosselklappen und zwei Einspritzdüsen pro Zylinder | Saugrohreinspritzung Ø38 mm x 4 (Keihin) mit ovalen Sekundär-Drosselklappen und zwei Einspritzdüsen pro Zylinder | Saugrohreinspritzung Ø38 mm x 4 (Keihin) mit ovalen Sekundär-Drosselklappen und zwei Einspritzdüsen pro Zylinder | Saugrohreinspritzung Ø38 mm x 4 (Keihin) mit ovalen Sekundär-Drosselklappen und zwei Einspritzdüsen pro Zylinder | Saugrohreinspritzung Ø38 mm x 4 (Keihin) mit ovalen Sekundär-Drosselklappen und zwei Einspritzdüsen pro Zylinder |
| Kraftstoffverbrauch                  |                                                                                | 4,8 l/100 km                                                                   | 5,3 l/100 km                                                                   |                                                                                | 5,2 l/100 km                                                                   | | 4,8 l/100 km | 5,1 l/100 km | 4,9 l/100 km | 5,5 l/100 km | 6,1 l/100 km |
| Abgasnorm                            | n. b.                                                                          | n. b.                                                                          | n. b.                                                                          | n. b.                                                                          | n. b.                                                                          | n. b. | Euro 3 | Euro 3 | Euro 3 | Euro 4 | Euro 5 |
| Getriebe                             | 6-Gang, manuell                                                                | 6-Gang, manuell                                                                | 6-Gang, manuell                                                                | 6-Gang, manuell                                                                | 6-Gang, manuell                                                                | 6-Gang, manuell                                                                                                  | 6-Gang, manuell                                                                                                  | 6-Gang, manuell                                                                                                  | 6-Gang, manuell                                                                                                  | 6-Gang, manuell, KQS                                                                                             | 6-Gang, manuell, KQS                                                                                             |
| Endantrieb                           | X-Ring Kette                                                                   | X-Ring Kette                                                                   | X-Ring Kette                                                                   | X-Ring Kette                                                                   | X-Ring Kette                                                                   | X-Ring Kette | X-Ring Kette | X-Ring Kette | X-Ring Kette | X-Ring Kette | X-Ring Kette |
| Anti-Blockier-System                 | nein                                                                           | nein                                                                           | nein                                                                           | nein                                                                           | nein                                                                           | nein | nein | nein | ja (optional) | ja (optional) | ja |
| Höchstgeschwindigkeit                | 241 km/h                                                                       | 249 km/h                                                                       | 250 km/h                                                                       |                                                                                | 259 km/h                                                                       | 265 km/h | 262 km/h | 262 km/h | 260 km/h | | |

|                            | ZX600F (1995)        | ZX600G (1998)        | ZX600J (2000)         | ZX636A (2002)         | ZX636B (2003)          | ZX636C (2005)          | ZX600P (2007)          | ZX600R (2009)          | ZX636E (2013)          | ZX636G (2019)          | ZX636H (2024)          |
| -------------------------- | -------------------- | -------------------- | --------------------- | --------------------- | ---------------------- | ---------------------- | ---------------------- | ---------------------- | ---------------------- | ---------------------- | ---------------------- |
| Lenkkopfwinkel / Nachlauf  | 24° / 87 mm          | 23,5° / 91 mm        | 23,5° / 95 mm         | 25 ° / 106 mm         | 25 ° / 106 mm          | 25 ° / 106 mm          | 25 ° / 110 mm          | 24 ° / 103 mm          | 23,5 ° / 101 mm        | 23,5 ° / 101 mm        | 23,5 ° / 101 mm        |
| Reifendimension vorne      | 120/60 ZR17          | 120/60 ZR17          | 120/65 ZR17 (56W)     | 120/65 ZR17 (56W)     | 120/65 ZR17 (56W)      | 120/65 ZR17 (56W)      | 120/70 ZR17M/C (58W)   | 120/70 ZR17M/C (58W)   | 120/70 ZR17M/C (58W)   | 120/70 ZR17M/C (58W)   | 120/70 ZR17M/C (58W)   |
| Reifendimension hinten     | 160/60 ZR17          | 170/60 ZR17          | 180/55 5R17 M/C (73W) | 180/55 5R17 M/C (73W) | 180/55 5R17 M/C (73W)  | 180/55 5R17 M/C (73W)  | 180/55 5R17 M/C (73W)  | 180/55 5R17 M/C (73W)  | 180/55 5R17 M/C (73W)  | 180/55 5R17 M/C (73W)  | 180/55 5R17 M/C (73W)  |
| Federweg vorne hinten      | 120 mm 137 mm        | 120 mm 135 mm        | 120 mm 135 mm         | 120 mm 135 mm         | 120 mm 135 mm          | 120 mm 135 mm          | 120 mm 133 mm          | 120 mm 134 mm          | 120 mm 134 mm          | 120 mm 151 mm          | 120 mm 151 mm          |
| Sitzhöhe                   | 810mm                | 815mm                | 820 mm                | 820 mm                | 825 mm                 | 820 mm                 | 820 mm                 | 815 mm                 | 830 mm                 | 830 mm                 | 830 mm                 |
| Bodenfreiheit              |                      | 140mm                |                       | 145 mm                | 130 mm                 |                        |                        | 120 mm                 | 120 mm                 | 130 mm                 | 130 mm                 |
| Abmessungen (L × B × H)    | 2.115 × 690 × 1150mm | 2.055 × 715 × 1160mm | 2.020 × 830 × 1160mm  | 2.030 × 730 × 1175 mm | 2.025 × 720 × 1.110 mm | 2.065 × 715 × 1.110 mm | 2.105 × 720 × 1.125 mm | 2.090 × 705 × 1.115 mm | 2.085 × 705 × 1.115 mm | 2.025 × 710 × 1.100 mm | 2.025 × 710 × 1.105 mm |
| Radstand                   | 1415 mm              | 1400 mm              | 1400 mm               | 1400 mm               | 1400 mm                | 1390 mm                | 1405 mm                | 1400 mm                | 1395 mm                | 1400 mm                | 1400 mm                |
| Trockengewicht             | 182 kg               | 176 kg               | 172 kg                | 174 kg                | 161 kg                 | 164 kg                 | 167 kg                 | 164 kg                 |                        |                        |                        |
| Tankinhalt (inkl. Reserve) | 18 l (4 l)           | 18 l                 | 18 l (5 l)            | 18 l                  | 18 l                   | 17 l                   | 17 l                   | 17 l                   | 17 l                   | 17 l                   | 17 l                   |
| Leergewicht                | 206 kg               | 200 kg               | 197 kg                | n. b.                 | 188 kg                 | 192 kg                 | 194 kg                 | 191 kg                 | 194 kg                 | 196 kg                 | 198 kg                 |

## Logos

Das frühere Kawasaki-Ninja-Logo
Das aktuelle Kawasaki-Ninja-Logo